# Rockferry
Rockferry är den walesiska sångerskan Duffys debutalbum, först utgivet den 3 mars 2008 av A&M Records. Albumtiteln Rockferry är enligt Duffy hämtat från Rock Ferry, en förort till Birkenhead, ungefär fem kilometer från Liverpool.

## Release och mottagande
Förutom NME:s mindre positiva recension har albumet generellt sett fått motta positiva recensioner. The Observer gav albumet 5 av 5 beskrivande albumet som "fantastiskt" och drog paralleller till Amy Winehouse och The Supremes.
Under den första releasedagen i Storbritannien sålde albumet 60 000 exemplar, mer än de resterande nio på topplistan totalt och på väg att bli ett av de snabbast säljande albumen någonsin. Under resten av veckan såldes ytterligare 120 000 exemplar och höll förstaplatsen i fyra veckor. Efter att ha åkt ner till andra platsen en vecka återtog albumet plats nummer ett veckan därpå. Än så länge har albumet sålt över sex miljoner exemplar över hela världen.
I Sverige knuffade Duffy ner Madonna från förstaplaceringen den 8 maj 2008 och har sålt guld, d.v.s. mer än 20 000 exemplar.

## Låtförteckning
1. "Rockferry" (Duffy, Bernard Butler) – 4:14
2. "Warwick Avenue" (Duffy, Jimmy Hogarth, Eg White) – 3:46
3. "Serious" Duffy, Butler) – 4:10
4. "Stepping Stone" (Duffy, Steve Booker) – 3:28
5. "Syrup & Honey" (Duffy, Butler) – 3:18
6. "Hanging On Too Long" (Duffy, Hogarth, White) – 3:56
7. "Mercy" (Duffy, Booker) – 3:42
8. "Delayed Devotion" (Duffy, Hogarth, White) – 2:57
9. "Scared" (Duffy, Hogarth) – 3:08
10. "Distant Dreamer" (Duffy, Butler) – 5:05

### Bonusspår
1. "Save It for Your Prayers" (US Itunes)
2. "Oh Boy" (US Itunes)
3. "Tomorrow" (B-sidan på "Mercy")
4. "Breaking My Own Heart" (promo)
5. "Put It In Perspective" (B-sidan på "Warwick Avenue")
6. "Loving You" (B-sidan på "Warwick Avenue")

## Listplaceringar
| Listplaceringar (2008)    | Topp position | Sålda      | Cert.       |
| ------------------------- | ------------- | ---------- | ----------- |
| Australien                | 12            |            |             |
| Belgien                   | 4             |            |             |
| Finland                   | 2             |            |             |
| Frankrike                 | 2             | 95 000+    |             |
| Danmark                   | 3             |            |             |
| "European Top 100 Albums" | 1             |            |             |
| Grekland                  | 1             | 7 500+     | Guld        |
| Irland                    | 1             |            |             |
| Italien                   | 6             |            |             |
| Nederländerna             | 2             |            |             |
| Nya Zeeland               | 1             | 7 500+     | Guld        |
| Norge                     | 2             |            |             |
| Portugal                  | 3             |            |             |
| Polen                     | 13            |            |             |
| Spanien                   | 2             |            |             |
| Sverigetopplistan         | 1             | 80 000+    | 2 x Platina |
| Schweiz                   | 1             | 15 000+    | Guld        |
| Storbritannien            | 1             | 549 000+   | Platina     |
| Tyskland                  | 3             | 100 000+   | Guld        |
| "Världslistan"            | 2             | 1 068 550+ |             |
| Österrike                 | 2             |            |             |

## Singlar
Storbritannien
- "Rockferry"
- "Mercy"
- "Warwick Avenue"

Kanada, USA, Australien och Europa
- "Mercy"
- "Rockferry"